# Borr/Scheuren

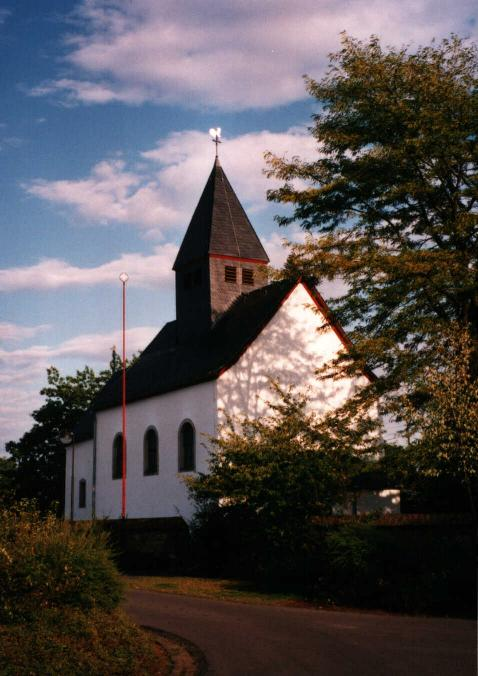
St. Martinus Borr

Borr/Scheuren ist ein Stadtbezirk von Erftstadt im Rhein-Erft-Kreis, Nordrhein-Westfalen. Der kleinste Stadtbezirk hat knapp 400 Einwohner und besteht aus den Ortschaften Borr und Scheuren.

## Lage
Borr liegt am südwestlichsten Rand des Stadtgebietes. Scheuren liegt westlich von Borr. Im Osten grenzt Niederberg an Borr/Scheuren, im Norden Friesheim und Erp, im Westen und Süden die Zülpicher Stadtteile Weiler in der Ebene und Mülheim.

## Geschichte
Zahlreiche Funde aus der Römerzeit belegen eine Besiedlung der Region um Borr. An der Römerstraße Trier–Köln, heute Agrippastraße Köln–Trier, die rund 1,5 Kilometer nördlich des Ortes verläuft, wurden nahe der Borrer Feldmark mehrere römische Tongefäße sowie eine Bronzemünze des Magnentius gefunden. Weitere bedeutende Funde waren ein beschädigter Matronenstein der Matronae Fahinehae, der als Grababdeckung gedient hatte, und eine Bronzestatuette der Göttin Minerva. Für den Bau der Kirche wurden, wie bei der Restaurierung 1960 festgestellt wurde, Gussblöcke der nahe vorbeiführenden römischen Eifelwasserleitung verwendet.
Der Ort Borr ist eine fränkische Gründung. Zwei fränkische Steinsarkophage weisen, ebenso wie das Martinuspatrozinium und der Ortsname auf eine fränkische Siedlung hin. Gedeutet wird der Name „Burne“ oder „Burnheim“ als Bezeichnung für eine Siedlung an einer Quelle. Andere Deutungen gehen von einer Siedlung des Brun aus.
In einer Urkunde Ludwigs des Frommen von 814 wird dem Kloster Stablo-Malmedy der von seinen Vorgängern gewährte Zehnte in Barna bestätigt. Mit dem nicht zu lokalisierenden Ort könnte Borr gemeint sein.
1108 wird Borr erstmals urkundlich erwähnt. Besitzungen in Borr gehörten zu einer Güterschenkung des Grafen Adalbert von Saffenberg und seines Sohnes Graf  Adolf von Saffenberg an die Abtei Klosterrath. 1208 werden die Kirche in Borr und ihr Patronatsrecht urkundlich erwähnt.
Eine weitere geschichtliche Erwähnung der Pfarrkirche zu Borr geschieht in der Urkunde vom 26. Dezember 1246, in der dem adeligen Nonnenkloster Bürvenich bei Zülpich und dem Kloster „Zum Gottesfrieden“ in Köln ein Gütertausch bestätigt wurde, bei dem das Kloster Bürvenich einen Hof in „scure in parochia de Burne propre Vrisheim“ erwarb.
Die beiden Orte bildeten das Kirchspiel Borr im kurkölnischen Amt Lechenich. Seit dem 16. Jahrhundert ist ein Schöffengericht belegt, vor dem Änderungen des Grundbesitzes durch Vererbung oder Verkauf beurkundet wurden. Bei dem viermal jährlich stattfindenden kurfürstlichen Herrengeding wurde den versammelten Bewohnern das Weistum vorgelesen. Kleine Vergehen wurden verhandelt und gebrüchtet.
Im truchsessisch-niederländischen Krieg, während des Dreißigjährigen Krieges im Hessenkrieg, und in den Kriegen des französischen Königs Ludwig XIV. litten die Bewohner unter Brandstiftung, Plünderung und Kontributionen.
Marodierendes Gesindel steckte 1747 die Häuser des Dorfes in Brand.
In Borr lebten überwiegend Kleinbauern. Große Höfe in geistlichem Besitz, die von Halfen bewirtschaftet wurden, lagen vor allem in Scheuren. Infolge der Säkularisation wurden sie verkauft und kamen in Privatbesitz.
Borr kam unter französischer Herrschaft verwaltungsmäßig zum Kanton Lechenich und zur Mairie Friesheim, die nach 1815 als Bürgermeisterei beziehungsweise seit 1927 als Amt weiter bestand. Nach der Gründung des Landes Nordrhein-Westfalen blieb Borr bis zur kommunalen Verwaltungsreform eine Gemeinde im Amt Friesheim. Am 1. Juli 1969 wurde Borr ein Teil der neuen Stadt Erftstadt.
Die meisten Bewohner Borrs waren im 19. Jahrhundert Kleinbauern und Tagelöhner. Zwei große Höfe, der Drieschhof und der Bongartshof in Scheuren, waren lange im Besitz der Wolff-Metternich zur Gracht, deren Allianzwappen (Wolff Metternich/Salm Salm) noch heute über dem Tor des Bongartshofes zu sehen ist.
Die 1826 erbaute Schule, zu deren Bezirk die Orte Borr, Scheuren und bis 1859 Niederberg gehörten, wurde 1958 durch ein neues Schulgebäude ersetzt. 1968 wurde die Schule geschlossen.

## Die Bürgermeister von Borr
| von    | bis  | Name                      |
| ------ | ---- | ------------------------- |
| 1846   | ???? | Joh. Jos. Zilliken        |
| ????   | ???? | Jakob Kalscheuer          |
| ????   | 1871 | Dickopp                   |
| 1871   | 1880 | Joseph Honnecker          |
| 1880   | 1883 | Anton Bohnen              |
| 1883   | 1898 | Peter Josef Müllenmeister |
| 1898   | 1916 | Wilhelm Loben             |
| (1920) |      | Wilhelm Dickopp           |
| (1924) |      | Peter Loben               |
| (1934) |      | Martin Kessel             |
| 1945   | 1946 | Peter Loben               |
| 1946   | 1952 | Anton Kiel                |
| 1952   | 1964 | Alfred Langanke           |
| 1964   | 1969 | Heinrich Weck             |

## Heute
Borr/Scheuren bietet eine ruhige Wohnlage. Der Ort ist in den letzten Jahrzehnten nur wenig gewachsen. Einige alte Häuser stehen unter Denkmalschutz.

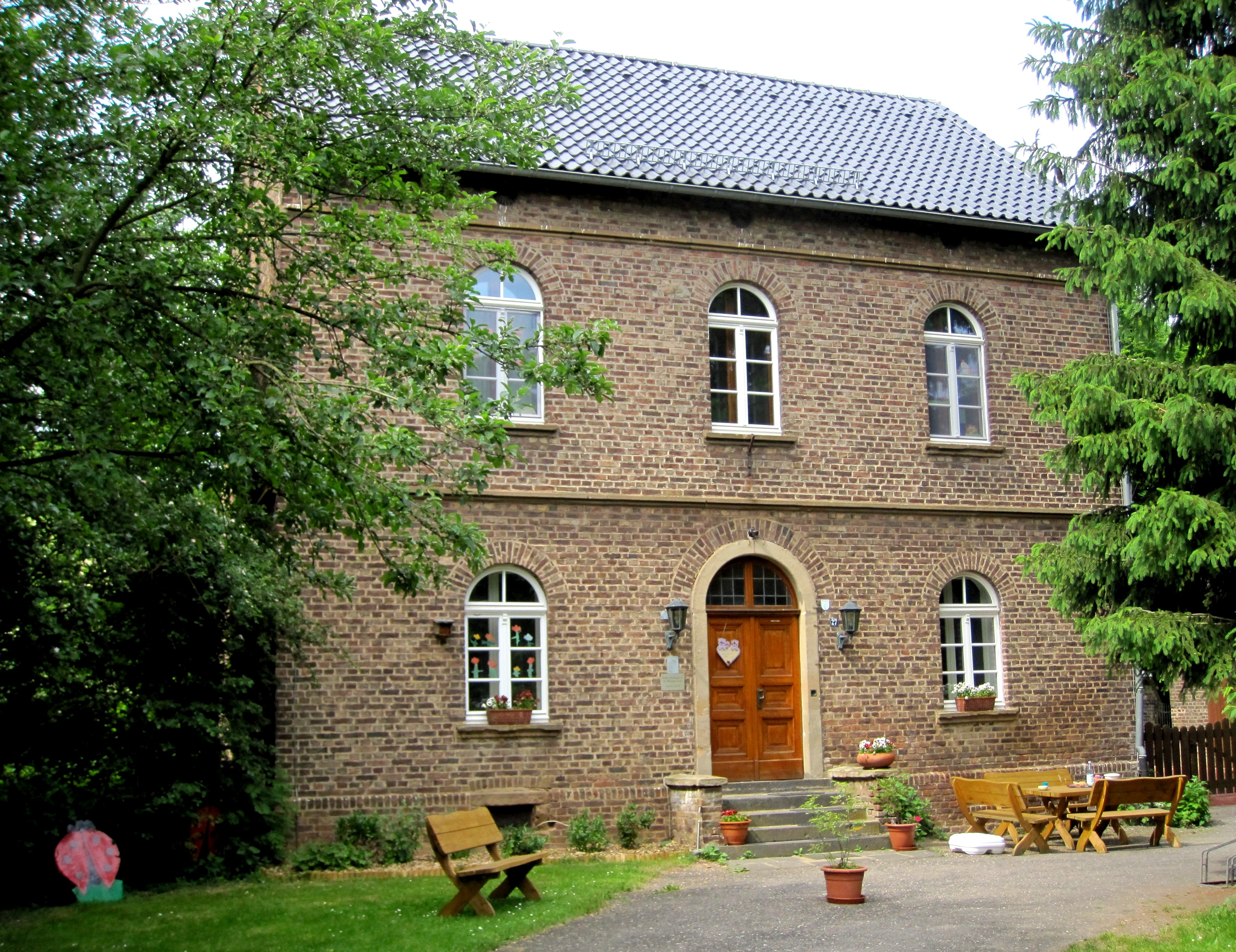
Vonnesstraße 27 ehemaliges Pfarrhaus erbaut 1854
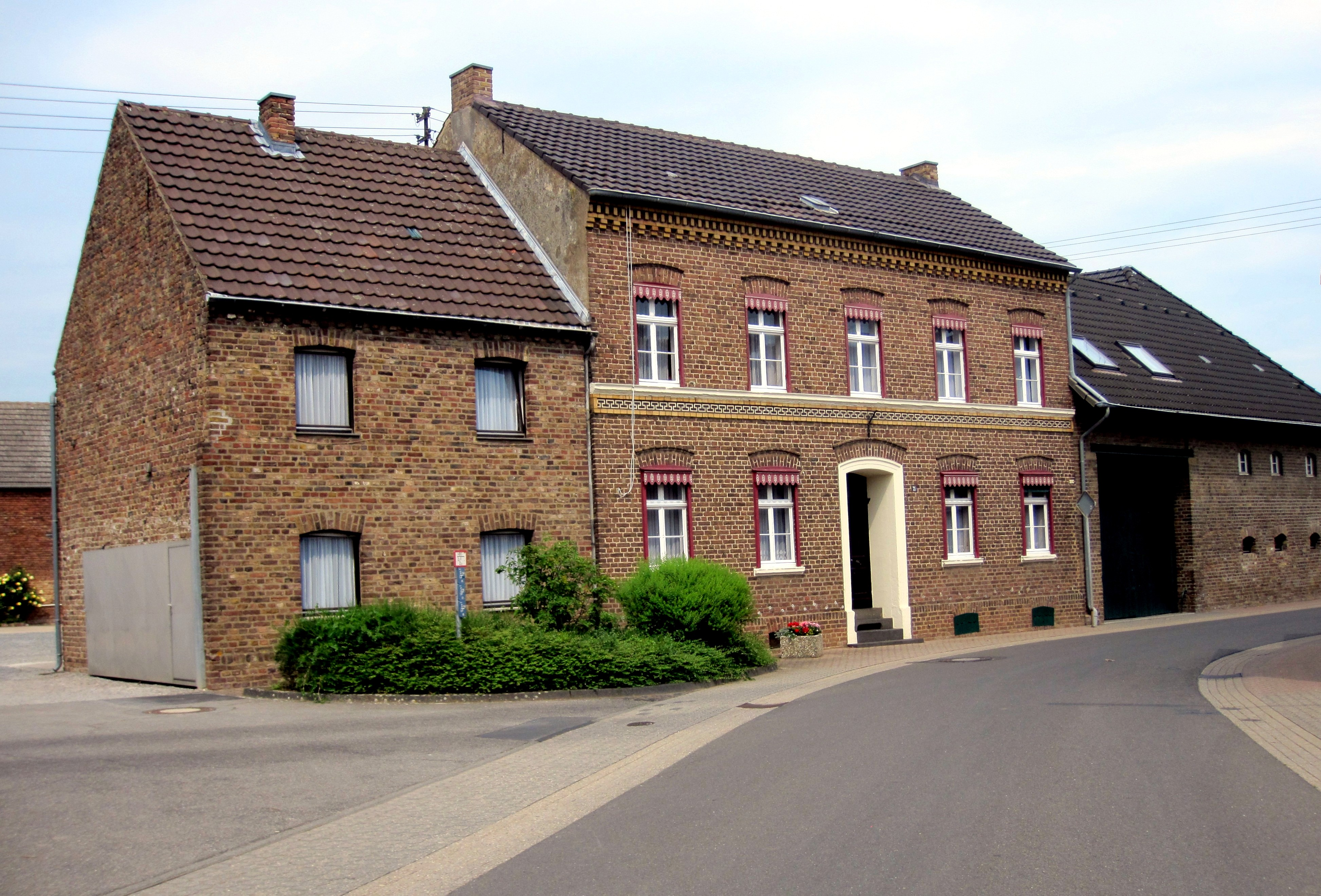
Valderstraße 21 Wohnhaus eines Vierkanthofes
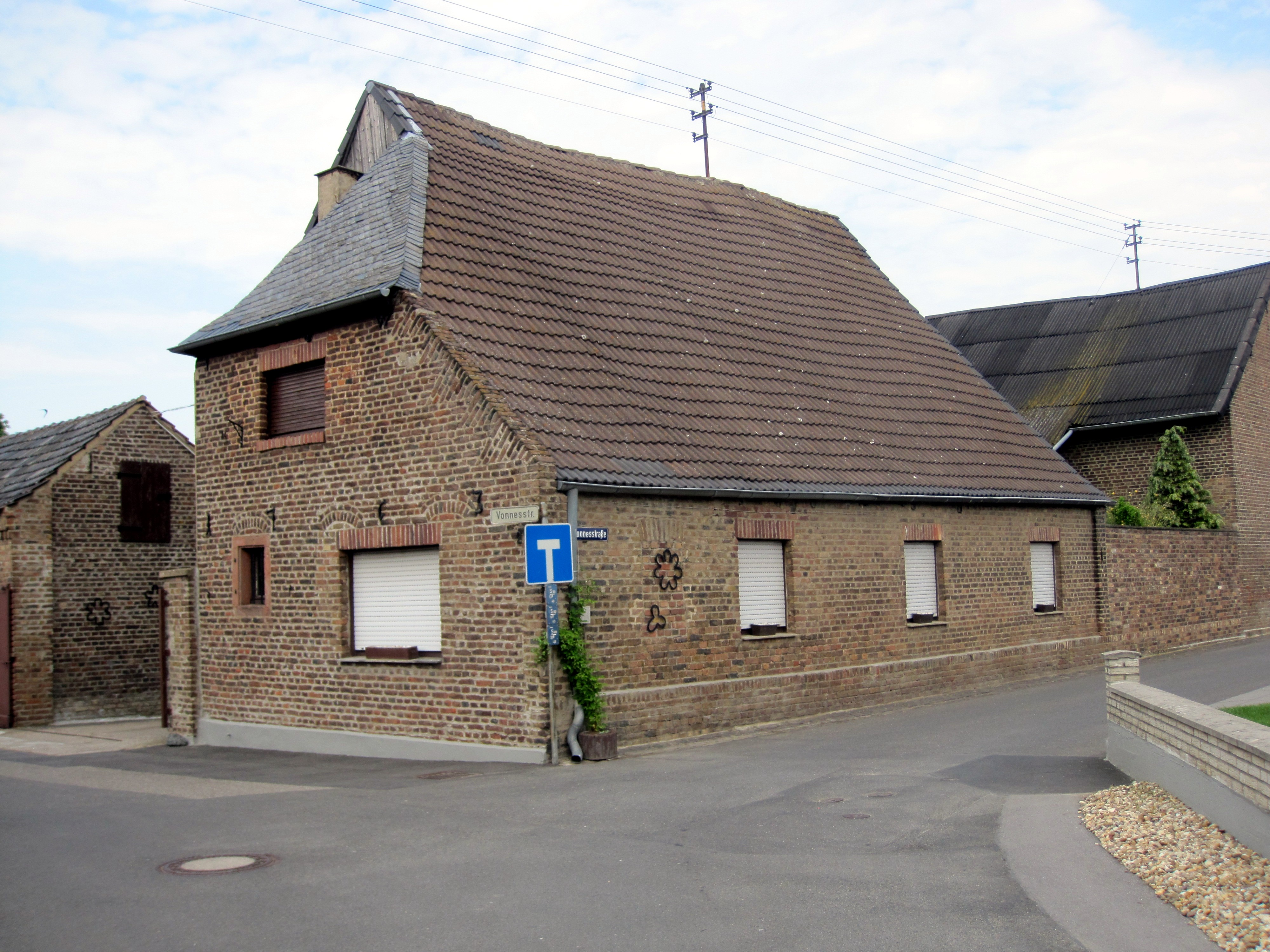
Vonnesstraße 29 Wohnhaus erbaut 1763
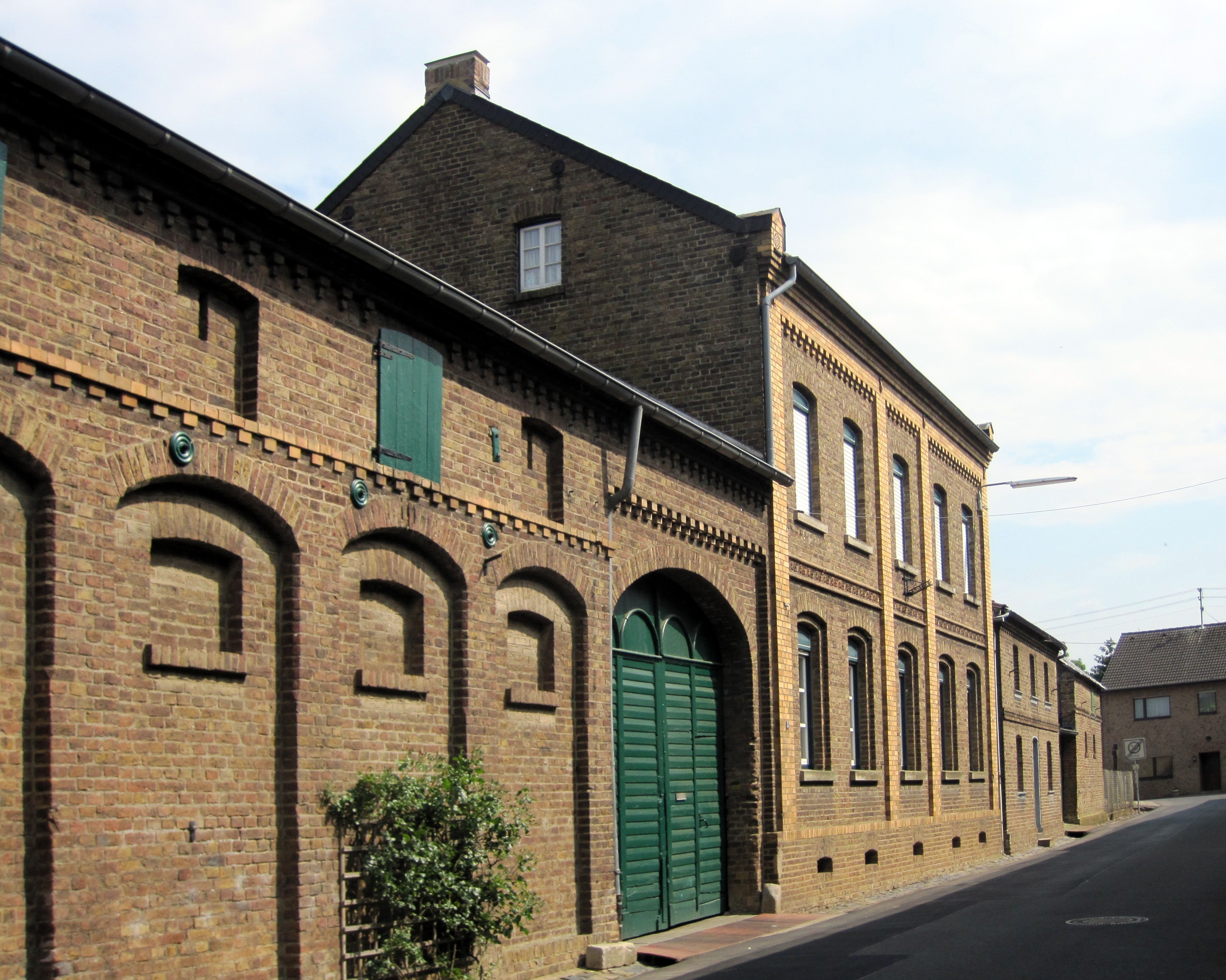
Vonnesstraße 3–5 Wohnhäuser

Die dem heiligen Martin von Tours geweihte Kirche, die in Teilen noch aus dem 11. Jahrhundert stammt, steht heute noch mitten im Dorf und prägt das Ortsbild.
Im ehemaligen Pfarrhaus ist eine städtische Kita untergebracht. Die Grundschüler des früheren Schulbezirks Borr besuchen die Janusz-Korczak Grundschule in Erp, weiterführende Schulen sind in Lechenich, Weilerswist und Zülpich.
Die Erwerbsmöglichkeiten im Ort sind sehr eingeschränkt. Die meisten Einwohner Borrs arbeiten in Großbetrieben des weiteren Umlandes. 
Borr ist durch die VRS-Buslinie 807 der RVK von Lechenich nach Euskirchen an den Öffentlichen Personennahverkehr angeschlossen. Zusätzlich verkehren einzelne Fahrten der auf die Schülerbeförderung ausgerichteten Linien 974 und 984. Scheuren wird nur von wenigen Fahrten bedient.
| Linie | Betreiber | Verlauf |
| ----- | --------- | --- |
| 807   | RVK       | Euskirchen Bf – Frauenberg – Oberwichterich / (← Oberelvenich ← Rövenich ← Niederelvenich) – Wichterich – Mülheim – Niederberg – Borr – (Scheuren ← Weiler in der Ebene ← Erp ←) Friesheim – Ahrem – Lechenich – Frauenthal – Liblar – Erftstadt Bf |
| 974   | REVG      | Stadtverkehr Erftstadt |
| 984   | RVK       | Swisttal / Erftstadt / Zülpich – Weilerswist |